# Cerro Bonito
Cerro Bonito – wzgórze o wysokości 351 m n.p.m. w paśmie Cuchilla de Haedo w północnym Urugwaju, w departamencie Rivera. Położone jest około 26 km na południe od miasta Rivera i około 6 km na wschód od drogi krajowej Ruta 5.